# Helen Purdy Beale
Helen Alice Purdy Beale (* 19. September 1893 in  Croton-on-Hudson, New York (Bundesstaat); † 5. November 1976 in Ridgefield (Connecticut),  USA) war eine US-amerikanische Virologin. Sie entwickelte Standardwerkzeuge für die Serologie, die heute in der Forschungspraxis und in der medizinischen Diagnose eingesetzt werden.

## Leben und Werk
Beale wurde in Croton-on-Hudson geboren und besuchte die Ossining Schule. 1914 studierte sie am Barnard College, wo sie 1918 ihren Bachelor-Abschluss in Botanik  erhielt. Sie begann dann ihre Promotion an der Cornell University in der neu geschaffenen Abteilung für Pflanzenpathologie. Von 1918 bis 1919 arbeitete sie mit dem Vorsitzenden der Abteilung, dem Pflanzenpathologen Herbert Hice Whetzel, zusammen. Sie verschob den Abschluss des Studiums und setzte erst nach Ermutigung durch den Botaniker Louis Otto Kunkel 1925 ihr Studium fort und kehrte in Whetzels Labor zurück. Obwohl sie ihre Dissertation abgeschlossen hatte, weigerte sich Whetzel, ihre Promotion zu unterzeichnen.
Mit erneuter Ermutigung durch Kunkel nahm sie 1927 ihre Promotion diesmal an der Columbia University in der Abteilung für Bakteriologie wieder auf. Während dieser Zeit lernte sie von Fredrick Parker Gay die neuesten Techniken der Bakteriologie und Serologie und von dem Bakteriologen Claus Washington Jungeblut immunologische Untersuchungen zur Diagnose menschlicher Krankheiten.  Diese Erfahrungen halfen ihr, eine Dissertation zur serologischen Identifizierung von Pflanzenviren, insbesondere des Tabakmosaikvirus, abzuschließen. 1929 promovierte sie an der Columbia University.

## Forschungstätigkeit

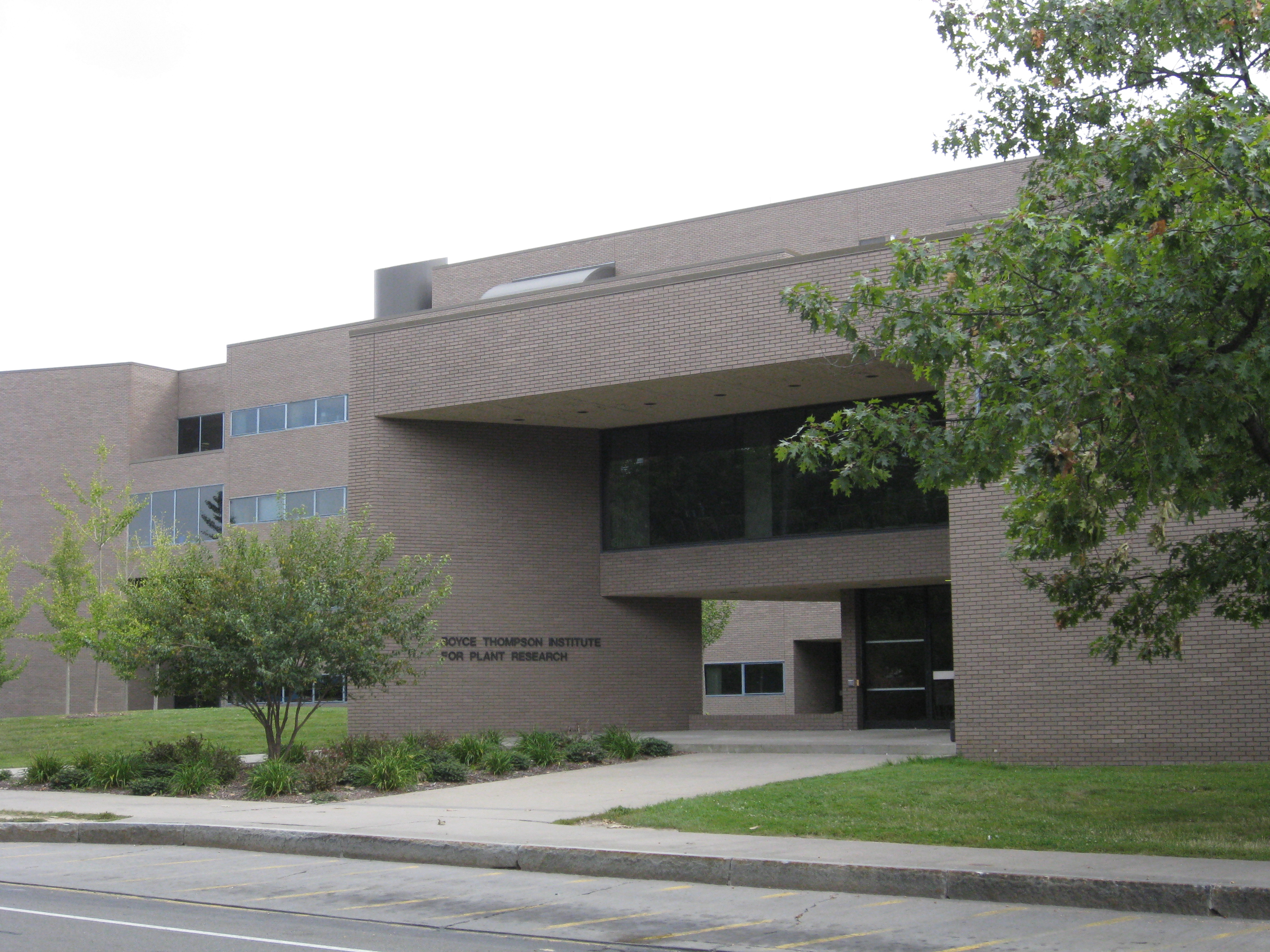
Boyce Thompson Institute for Plant Research

Von 1919 bis 1920 unterrichtete sie Biologie am Vassar College und verbrachte danach mit einem Stipendium der American-Scandinavian Foundation ein Jahr an der Universität Kopenhagen. Nach ihrer Rückkehr in die USA forschte sie im New Yorker Gesundheitsministerium, wo sie im Forschungslabor von dem Bakteriologen William Hallock Park arbeitete. 1921 wurde sie nach bestandener Prüfung des Staates New York eine akkreditierte Laborassistentin für Bakteriologie und erhielt eine Stelle als Laborassistentin bei dem Mykologen William Alphonso Murrill. 1922 studierte sie im New Yorker Botanischen Garten Pilze. 1923 wurde sie als Bishop Museum Fellow eingestellt und forschte ein Jahr in Honolulu bei der Hawaiian Sugar Planters 'Association.
Als sie 1924 nach New York zurückkehrte, bewarb sie sich um eine Stelle als Pflanzenpathologin an dem neu eröffneten Boyce Thompson Institute in Yonkers, New York.  Sie forschte den größten Teil ihres Berufslebens am Boyce Thompson Institute, auch während sie gleichzeitig ihr Studium an der Columbia University fortsetzte. Nachdem sie 1929 ihre Promotion abgeschlossen hatte, erhielt sie ein Stipendium des National Research Council und wurde zusätzlich zu ihrer Position am Boyce Thompson Institute wissenschaftliche Mitarbeiterin in der Abteilung für Bakteriologie der Columbia University.
Von 1942 bis 1946 erhielt sie für ihre Forschung finanzielle Unterstützung von der John and Mary R. Markle Foundation und 1942 von der American Association for the Advancement of Science.
1960 zog sie sich aus dem Berufsleben zurück und schrieb eine Monographie über Pflanzenviren. Dieses Vorhaben wurde aus verschiedenen Quellen finanziert, darunter der American Tobacco Corporation, dem Boyce Thompson Institute, der R. J. Reynolds Tobacco Company, dem National Institutes of Health und der National Library of Medicine, dem U.S. Department of Agriculture und dem Agricultural Research Service. 1976 veröffentlichte sie ihre Arbeit mit mehr als 29.000 Referenzen zur Pflanzenvirologie und 1977 erhielt sie posthum für die  Bibliography of Plant Viruses and Index to Researd die Oberly Memorial Award Citation.
Beale starb 1976 in Ridgefield, wo sie im Ruhestand lebte.

## Forschung mit dem Tabakmosaikvirus
Das Tabakmosaikvirus (TMV) ist vermutlich eines der am weitesten verbreiteten Viren weltweit und das erste beschriebene Virus überhaupt. In den frühen 1900er Jahren waren bei mit TMV infizierten Pflanzen Verluste von 20 bis 80 % häufig, und bei Tomatenpflanzen und Pfefferpflanzen waren die Früchte häufig verzerrt oder fehlerhaft, was den Groß- und Einzelhandelswert weiter verringerte. Die Entwicklung neuer Strategien zur Bekämpfung von Viruskrankheiten war eine Priorität der amerikanischen Landwirtschaft. Die Krankheit war sehr ansteckend und es bestand ein großer wirtschaftlicher Druck, die Ursache der Tabakmosaikkrankheit zu finden und sie zu kontrollieren, um eine kontinuierliche landwirtschaftliche Produktion sicherzustellen. Zu den wichtigsten Forschungsfragen gehörten die Fragen nach den Infektionserregern und deren Diagnosemöglichkeiten.
Beale entwickelte eine Methode zur Identifizierung von Viren und Isolierung und Charakterisierung einzigartiger Stämme des Tabakmosaikvirus. Ihre Forschung war wichtig, um festzustellen, dass das TMV nicht in gesunden Pflanzen gefunden wurde und um eine Virusinfektion in Pflanzen eindeutig nachzuweisen. Sie legte die Grundlage für die Verwendung von Immunologie und Serologie, um die chemische Natur des Tabakmosaikvirus zu definieren, die erweitert und allgemein auf das Gebiet der Virologie angewendet werden konnte. Sie entwickelte Methoden zur Bestimmung der Viruskonzentration, die zu den ersten serologischen Techniken in der Virologie gehörten.

## Veröffentlichungen (Auswahl)
- mit L. E. Walbum: The Action of Various Metallic Salts on Hemolysis. The Journal of Immunology. 7 (1), S. 35–45, 1922.
- Attempt to Cultivate an Organism from Tomato Mosaic". Botanical Gazette. 81 (2), S. 210–217, 1926.
- Multiplication of the Virus of Tobacco Mosaic in Detached Leaves.  American Journal of Botany. 15 (1), S. 94–99, 1928.
- The Improbability of Tobacco Mosaic Transmission by Slugs. American Journal of Botany. 15 (1), S. 100–101, 1928.
- Immunologic Reactions with Tobacco Mosaic Virus. The Journal of Experimental Medicine. 49 (6), S. 919–935, 1929.
- Specificity of the Precipitin Reaction in Tobacco Mosaic Disease. The Journal of Experimental Medicine. 54 (4), S. 463–473, 1931.
- mit R. Weindling, H. Katznelson: Antibiosis in Relation to Plant Diseases". Annual Review of Microbiology. 4 (1), S. 247–260, 1950.
- Bibliography of Plant Viruses, and Index to Research. Columbia University Press, 1976, ISBN 978-0-231-03763-1.